# West Parley
West Parley è un villaggio e parrocchia civile dell'Inghilterra, appartenente alla contea del Dorset.